# 海諾南山
海諾南山，又譯海多南山或亥諾托南山，是臺灣中央山脈南段的一座高山，位於臺東縣海端鄉利稻村與高雄市桃源區拉芙蘭里交界，海拔3173.2公尺，為臺灣百岳之一。山勢呈北陡南緩的弓狀，山頂平闊，因而名列十潤之一。山腰植被以針葉林為主（西側散見闊葉林與混合林），山脊地帶則為臺灣刺柏、玉山箭竹等高山植物構成的灌叢。山頂立有編號7217之三等三角點，稜線北接關山、往南轉西南方連接小關山，構成卑南溪水系與高屏溪水系分水嶺的一部分，也是南一段路線的必經區域。其北側與關山之間有落差約700公尺的鞍部，登山者俗稱為「苦命坡」。

## 人文歷史
海諾南山為布農族郡社群的傳統領域，東側原為霜山腳社（又稱邁呼麻社）與馬斯博爾社（又稱霜山木社、霜腳木社）的所在地:195，西側則靠近與卡那卡那富族、拉阿魯哇族的傳統領域交界，布農族曾在海諾南山的山頭堆砌石牆抵禦卡那卡那富族的侵襲:251:5。此外，居於今海端地區的郡社群 Palalavi 氏族，曾頻繁往南與往西翻越海諾南山至雙鬼湖一帶的山區，進入萬斗籠社（今魯凱族萬山部落）的獵場追捕水鹿，雙方屢次為此爆發衝突:258。
「海諾南」音譯自日治初期記載的名稱「 Hainōnan」，即郡群布農語對臺灣赤楊的稱呼 。臺灣赤楊是布農族重要的造林樹種與民族植物，但「海諾南山」所指的赤楊木是山上自然生長，抑或山下的部落所栽植，猶未可知。郡群布農語稱海諾南山為 :195:59,64，與  的關係尚不清楚。
1896年夏季，久留島武彥來臺時曾攀登中央山脈南段山區，途中行經海諾南山東南側，但並未登頂。按沼井鐵太郎的整理，首次登上海諾南山山頂的確切紀錄，是在1930年4月，八木久左衛門等人沿關山一帶的稜線進行探勘縱走期間所創。但楊南郡推測，早在1908年12月21日，霜山腳社族人帶領森丑之助等人由新武呂溪上游的馬斯博爾溪上溯，匆匆登頂的「關山」，很可能就是海諾南山:400-401。

## 外部連結
- 麥覺明 導演. . . 第609集. 大麥影像傳播工作室. 2014-02-16  [2022-09-05]. 中視. （原始内容存档于2022-09-05） –YouTube （中文（臺灣））.
- 麥覺明 導演. . . 第610集. 大麥影像傳播工作室. 2014-02-23  [2022-09-05]. 中視. （原始内容存档于2022-09-05） –YouTube （中文（臺灣））.